# اخترشناسی در هند
اخترشناسی در شبه‌قاره هند تاریخی طولانی و از دوران پیش از تاریخ تا به امروز ادامه دارد. برخی از قدیمی‌ترین ریشه‌های اخترشناسی در هند را می‌توان در تمدن دره سند یا حتی پیش از آن یافت.
در قرن پنجم تا ششم میلادی اخترشناسی در هند با آریابهاتا خوش درخشید که کارش آریابهاتیا نقطه اوج دانش اخترشناسی در آن زمان را ارائه می‌داد. آریابهاتیا از چهار بخش تشکیل شده که موضوعاتی مثل واحدهای زمان، روش‌های تعیین موقعیت سیارات، علت روز و شب و چندین مفهوم کیهان‌شناختی دیگر را پوشش می‌دهد.